# Boson X và Y
Trong vật lý hạt, các boson X và Y (đôi khi được gọi chung là "boson X":437) là các hạt cơ bản giả thuyết tương tự như các boson W và Z, nhưng tương ứng với một loại lực mới được dự đoán bởi mô hình Georgi – Glashow, lý thuyết thống nhất lớn. Vì boson X và Y là trung gian của lực hợp nhất lớn, chúng sẽ có khối lượng lớn bất thường, đòi hỏi nhiều năng lượng hơn tầm với của bất kỳ thí nghiệm máy gia tốc hạt nào hiện nay.